# Vladímir Nabókov
  Vladímir Nabókov  (rus: Владимир Владимирович Набоков)  (Sant Petersburg, 10 d'abril de 1899 (Julià) - Montreux, 2 de juliol de 1977), nom complet amb patronímic Vladímir Vladímirovitx Nabókov, fou un escriptor russoamericà. Va escriure els seus primers treballs en rus, però aviat va sobresortir internacionalment gràcies a les seves novel·les magistralment escrites en un anglès ric en exquisides descripcions detallistes. La seva obra més coneguda, de vegades considerada una de les novel·les més importants i alhora controvertides del segle xx, fou Lolita (1955). També va fer contribucions significatives a la lepidopterologia, la ciència que estudia les papallones. A més a més, també és conegut per la creació de problemes d'escacs.

## Biografia

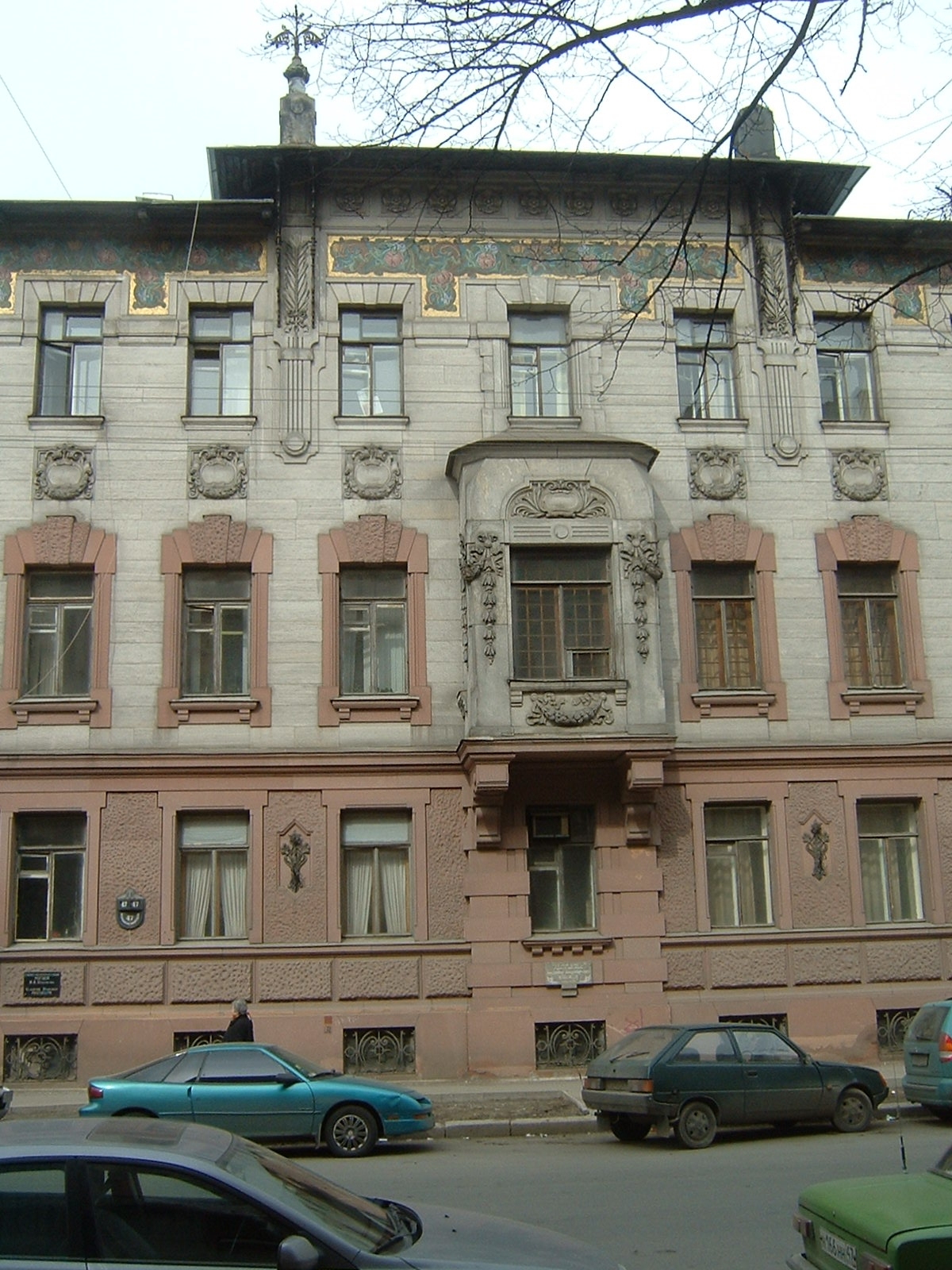
Façana de la casa on va néixer Nabókov

Vladímir Nabókov va néixer el 22 d'abril de 1899, tot i que segons el calendari julià imperant a la seva Rússia natal va néixer un 10 d'abril, i posteriorment es va calcular la correspondència erròniament al 23 d'abril. Va ser el fill més gran de Vladímir Dmítrievitx Nabókov i Ielena Ivànovna Rukavíxnikova.
Va transcórrer la seva infantesa en el si d'una família aristocràtica de Sant Petersburg, fins a l'esclat de la revolució de febrer de 1917. Va ser llavors quan va haver d'emigrar primer a Crimea i després a l'Europa occidental.
Posteriorment, tornà a emigrar, aquest cop a Anglaterra, on va estudiar llengües romàniques i eslaves. Un cop graduat s'establí a Berlín, a on escrigué novel·les i poesia sota el pseudònim de Vladímir Sirin. El 1925 contrau matrimoni amb Vera Slónim (amb qui tindria un fill, Dmitri, el 1934).
El 1922 mor el pare de Nabókov, assassinat pels monàrquics russos. Aquest fet es reflectiria a la seva obra, com per exemple, en el cas de Foc pàl·lid, on John Shade és confós amb el rei de Zembla i és assassinat.
El 1937 Nabókov i la seva família deixen Berlín i s'instal·len a París. Però de nou els conflictes armats, en aquest cas l'avanç de les tropes nazis, els forcen a emigrar als Estats Units d'Amèrica l'any 1940. Més tard, arran de la Segona Guerra Mundial, el seu germà, Serguei mor al camp de concentració de Neuengamme.
Els anys a Amèrica els dedica intensament a la literatura, a l'ensenyament (de rus, entre altres matèries) i a la lepidopterologia. El 1945 obté la ciutadania estatunidenca.
Amb el gran èxit Lolita es permet tornar a Europa i dedicar-se a l'escriptura. Els seus darrers anys, des de 1960, els visqué a Montreux, a Suïssa.

### Nabókov i la lepidopterologia

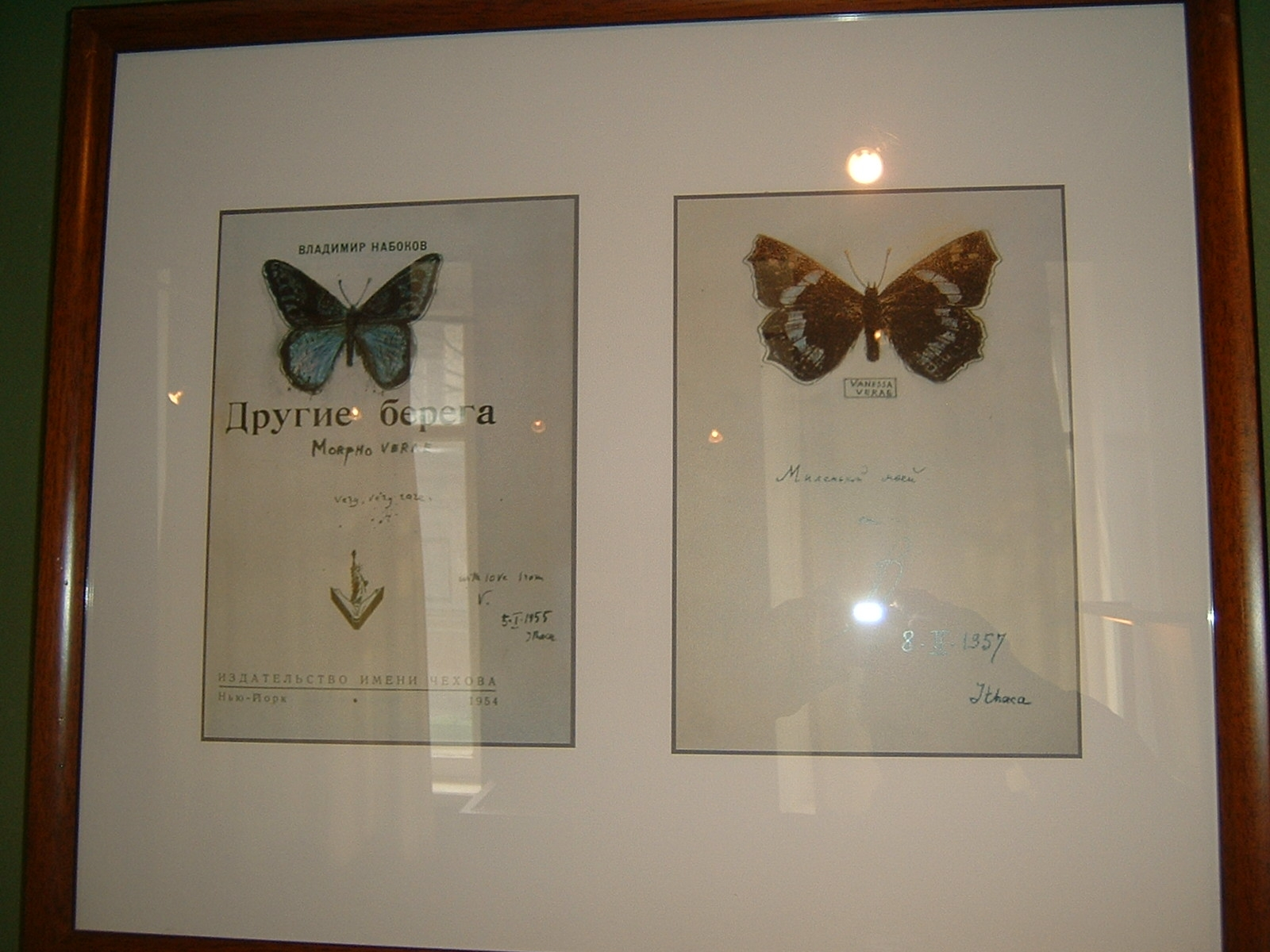
Col·lecció de papallones.

La ciència que estudia les papallones i altres lepidòpters fou molt més que un passatemps per a Nabokov. Fou el responsable de la col·lecció al museu de Zoologia comparada de la Universitat Harvard durant els anys 1940. Va escriure articles científics de gran nivell tècnic. Va descobrir el gènere Echinargus, de la família dels Lycaenidae.

### Nabókov i els escacs
Va ser un gran aficionat al joc dels escacs. En algunes de les seves obres va incloure escenes de jugadors, amb la descripció de problemes i tàctiques.
El 1930 va escriure Zaschita luzhina ("La defensa Luzhin") que posteriorment (2000) va ser portada al cinema amb el títol de The Luzhin defence dirigida per Marleen Gorris i protagonitzada per John Turturro i Emily Watson, basada en la vida del comte alemany Curt von Bardeleben. En la primera adaptació cinematogràfica de Lolita (Stanley Kubrick 1962) protagonitzada per Sue Lyon i James Mason hi ha una escena on Humbert (James Mason) juga una partida amb Charlotte Haze (Shelly Winters).
L'any 1970 va ser convidat per l'equip americà per dissenyar problemes per a les competicions internacionals, i en el seu llibre Poems and problems va incloure un dels més coneguts Mate in 2. En el seu moment va escriure que "dissenyar problemes en certa manera demana per part del creador les mateixes virtuts que són característiques de totes les arts de l'escriptura".

## Obres

### Ficció

#### Novel·la en rus
- (1926) Màixenka (Машенька)
- (1928) Korol, dama, valet (Король, дама, валет)
- (1930) Zasxita Lújina (Защита Лужина) (adaptat al film The Luzhin Defence el 2001)
- (1930) Sogliadàtai (Соглядатай)
- (1932) Pódvig (Подвиг)
- (1932) Kàmera Obskura (Камера Обскура)
- (1936) Ottxàianie (Отчаяние)
- (1938) Priglaixénie na kazn (Приглашение на казнь)
- (1938) Dar (Дар)
- (Novel·la no publicada, escrita el 1939) Volxébink (Волшебник)

#### Novel·la en anglès
- (1941) The Real Life of Sebastian Knight
- (1947) Bend Sinister
- (1955) Lolita
- (1957) Pnin
- (1962) Pale Fire
- (1969) Ada or Ardor: A Family Chronicle
- (1972) Transparent Things
- (1974) Look at the Harlequins!
- (1977) The Original of Laura (inacabat / no publicat)

#### Recull de narracions
- (1929) Vozvrasxénie Txorba (Возвращение Чорба), quinze històries curtes i vint-i-quatre poemes, en rus
- (1947) Nine Stories
- (1956) Vesnà v Fialte (Весна в Фиальте), en rus
- (1958) Nabokov's Dozen: A Collection of Thirteen Stories
- (1966) Nabokov's Quartet
- (1968) Nabokov's Congeries
- (1973) A Russian Beauty and Other Stories
- (1975) Tyrants Destroyed and Other Stories
- (1976) Details of a Sunset and Other Stories
- (1995) The Stories of Vladimir Nabokov (o The Collected Stories), recull de totes les narracions
- (2005) Cloud, Castle, Lake

#### Teatre
- (1938) Izobreténie Valsa (Изобретение Вальса), en rus
- (1974) Lolita: A Screenplay
- (1984) The Man from the USSR and Other Plays

#### Poesia
- (1916) Stikhí (Стихи), seixanta poemes, en rus
- (1918) Almanakh: Dva putí (Альманах: Два пути), dotze poemes, en rus (més vuit poemes d'Andrei Balaixov)
- (1922) Grozd (Гроздь), trenta-sis poemes, en rus
- (1923) Gorniï Put (Горний путь), cent vint-i-vuit poemes, en rus
- (1929) Vozvrasxénie Txorba (Возвращение Чорба), inclou vint-i-quatre poemes, en rus
- (1952) Stikhotvorénia 1929-1951 (Стихотворения 1929-1951) quinze poemes, en rus
- (1959) Poems, més endavant incorporat a Poems and Problems
- (1971) Poems and Problems
- (1979) Stikhí (Стихи), dos-cents vint-i-dos poemes, en rus

### No-ficció

#### Criticisme
- (1944) Nikolai Gogol
- (1963) Notes on Prosody (més tard aparegué a Eugene Onegin)
- (1980) Lectures on Literature
- (1980) Lectures on Ulysses
- (1981) Lectures on Russian Literature
- (1983) Lectures on Don Quixote

#### Obra autobiogràfica
- (1951) Conclusive Evidence: A Memoir
- (1954) Druguie Bérega (Другие берега), en rus
- (1967) Speak, Memory: An Autobiography Revisited - revisió estesa de Conclusive Evidence.
- (1973) Strong Opinions.
- (1979) The Nabokov-Wilson Letters
- (1984) Perepiska s Sestroi (Переписка с Сестрой), correspondència amb sa germana, en rus
- (1987) Carrousel.
- (1989) Selected Letters

#### Lepidopterologia
- (2000) Nabokov's Butterflies. ISBN 0807085405

### Un original inèdit
L'abril de 2008, Dmitri Nabókov, fill i marmessor literari de l'escriptor, va comunicar a la premsa la seva decisió de publicar una novel·la inacabada del seu pare. El manuscrit, titulat The Original of Laura, consta de 138 fitxes, l'equivalent d'unes 30 pàgines manuscrites. A la seva mort, Nabókov havia deixat instruccions per tal que el manuscrit fos destruït; la seva vídua, però, va optar per conservar les fitxes.

### Traduïdes al català
- Pnin. Traducció: Martí i Pol, Miquel.  Barcelona: Edicions 62, 1968. ISBN 84-297-4563-7.[16]
- Parla, memòria: una autobiografia reviscuda. Traducció: Carbonell Curell, Oriol.  Barcelona: La Magrana, 1986. ISBN 84-297-2478-8.
- Ada o l'ardor: una crònica familiar. Traducció: Arbonès i Montull, Jordi.  Avui, 1987. ISBN 978-84-297-2594-0.
- Foc pàl·lid. Traducció: Camps Olivé, Assumpta.  Barcelona: RBA La Magrana, 2014. ISBN 978-84-8264-632-9.[17]
- Lolita. Traducció: Daurella i Nadal, Josep.  Barcelona: Labutxaca, 2009. ISBN 978-84-92549-45-0.
- L'encantador. Traducció: Arbonès i Montull, Jordi.  Barcelona: Ediciones B, 2000. ISBN 84-666-0058-2.
- L'Original de Laura: (morir és divertit). Traducció: Pera Cucurell, Marta.  Barcelona: Edicions 62, 2010. ISBN 978-84-297-6222-8.
- La veritable vida d'en Sebastian Knight. Traducció: Ràfols Gesa, Ferran.  Barcelona: Viena, 2017. ISBN 978-84-8330-968-1.
- Senyals i símbols. Traducció: Nin, Marta.  Barcelona: Godall edicions, 2019. ISBN 978-84-120684-1-2.

## Obres sobre Nabókov

### Biografies
- Boyd, Brian. Vladimir Nabokov: The Russian years. Princeton, N.J.: Princeton University Press, 1990. ISBN 0-691-06794-5 (hardback) 1997. ISBN 0-691-02470-7 (paperback). Londres: Chatto & Windus, 1990. ISBN 0-7011-3700-2 (hardback)
- Boyd, Brian, Vladimir Nabokov: The American years. Princeton, N.J.: Princeton University Press, 1991. ISBN 0-691-06797-X (hardback) 1993. 0-691-02471-5 (paperback). Londres: Chatto & Windus, 1992. ISBN 0-7011-3701-0 (hardback)
- Proffer, Elendea, ed. Vladimir Nabokov: A pictorial biography. Ann Arbor, Mich.: Ardis, 1991. ISBN 0-87501-078-4 (col·lecció de fotografies)

### Lepidopteria
- Johnson, Kurt, and Steve Coates. Nabokov's blues: The scientific odyssey of a literary genius. Nova York: McGraw-Hill. ISBN 0-07-137330-6.
- Sartori, Michel, ed. Les Papillons de Nabokov. Lausanne: Musée cantonal de Zoologie, 1993. ISBN 2-9700051-0-7.
- Zimmer, Dieter. A guide to Nabokov's butterflies and moths. Privately published, 2001. ISBN 3-00-007609-3 (Plana web Arxivat 2006-02-08 a Wayback Machine.)